# Iglesia de Nuestra Señora de la Antigua (Villar del Olmo)
La iglesia de Nuestra Señora de la Antigua es un inmueble de la localidad española de Villar del Olmo, en la provincia de Madrid.

## Descripción

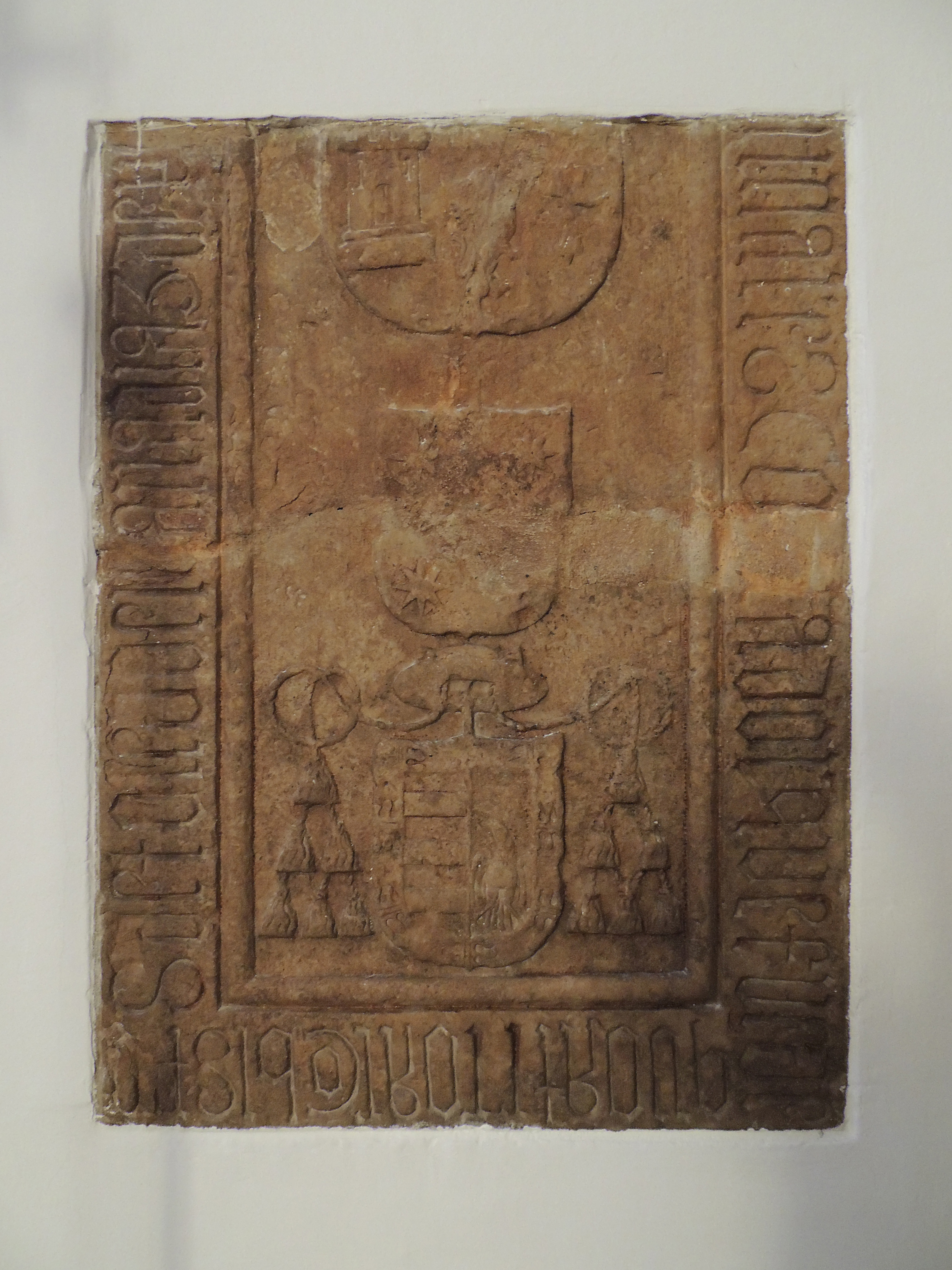
Lápida en la iglesia

La iglesia, cuya construcción original podría remontarse a los siglos XI-XII, se encuentra bajo la advocación de Nuestra Señora de la Antigua. En 1908 se construyó en ella la capilla de la Purísima Concepción.
Se la describe en la Historia de Madrid y de los pueblos de su provincia (1921) de Juan Ortega Rubio de la siguiente manera:

La iglesia parroquial está dedicada a Nuestra Señora de la Antigua y es bastante capaz. El curato se considera de primer ascenso. En la misma iglesia hay hermosa capilla edificada por el deán de la catedral de Burgos, D. Ángel Pérez Villalbilla, en el año 1908, dedicada a la Purísima Concepción.
(Ortega Rubio, 1921, p. 94)